# Antonio Moro (calciatore)
Antonio Moro (Thiene, 16 marzo 1918 – ...) è stato un calciatore italiano, di ruolo attaccante.

## Carriera
Esordisce tra i professionisti nella stagione 1937-1938, nella quale realizza 4 reti in 21 presenze nel campionato di Serie C con la maglia del Marzotto Valdagno, club con cui milita, sempre in Serie C, anche nelle stagioni 1938-1939 e 1939-1940, nelle quali totalizza rispettivamente 27 e 21 presenze, segnando 7 e 5 reti. Passa poi all'Udinese, con cui nella stagione 1940-1941 gioca 2 partite nel campionato di Serie B; torna quindi al Marzotto Valdagno, dove trascorre la stagione 1943-1944 giocando in Divisione Nazionale.
Dopo la pausa dei campionati dovuta alla Seconda guerra mondiale viene tesserato dal Trento, con cui nella stagione 1945-1946 realizza 2 reti in 8 partite in Serie B-C Alta Italia, campionato che in quella stagione era la seconda divisione nazionale. Passa quindi al Forlì, con cui nella stagione 1946-1947 gioca stabilmente da titolare nel campionato di Serie B, nel quale totalizza 36 presenze e 6 reti. A fine stagione passa al Verona, con la cui maglia nella stagione 1947-1948 realizza un ulteriore gol in 12 presenze nel campionato cadetto.
In carriera ha giocato complessivamente 58 partite in Serie B, nelle quali ha segnato 9 reti.